# 劉學謙
劉學謙（1863年—？），字益齋，直隸天津縣人，清朝政治人物、進士出身。
光緒八年，鄉試中舉；光緒十二年，登進士，改庶吉士。光緒十五年，任翰林院編修、國史館協修。光緒二十年，任恩科會試同考官、陝西鄉試副考官、山西道監察御史。光緒二十四年，任繙譯會試考試監試官、拔貢考試教習內監試官。光緒二十五年，任掌雲南道監察御史，抽查槽糧；次年稽查本裕倉。光緒二十七年，任禮科給事中，管理五城街道。光緒二十九年，任福建恩科鄉試副考官。光緒三十年，任工科掌印給事中。光緒三十二年，任四川永寧道。宣統元年，任浙江金衢嚴道。